# Милфорд (Мејн)
Милфорд (енгл. Milford) насељено је место без административног статуса у америчкој савезној држави Мејн.

## Демографија
По попису из 2010. године број становника је 2.233, што је 36 (1,6%) становника више него 2000. године.
| Група             | 2000.         | 2010.         |
| Белци             | 2.101 (95,6%) | 2.125 (95,2%) |
| Афроамериканци    | 3 (0,1%)      | 16 (0,7%)     |
| Азијати           | 12 (0,5%)     | 9 (0,4%)      |
| Хиспаноамериканци | 14 (0,6%)     | 8 (0,4%)      |
| Укупно            | 2.197         | 2.233         |